# ویندگپ (پنسیلوانیا)
وینگپ (به انگلیسی: Wind Gap) یک منطقهٔ مسکونی در ایالات متحده آمریکا است که در شهرستان نورث‌همپتون، پنسیلوانیا واقع شده‌است. وینگپ ۳٫۵۴ کیلومتر مربع مساحت و ۲٬۷۲۰ نفر جمعیت دارد و ۲۳۰٫۱۳ متر بالاتر از سطح دریا واقع شده‌است.